# Gradhiva
Pour les articles homonymes, voir Gradiva (homonymie).
Gradhiva est une revue semestrielle française d'anthropologie et de muséologie. Elle a été fondée en 1986 par Michel Leiris et Jean Jamin. Elle a été dirigée de 1986 à 1996 par Jean Jamin, de 1997 à 2006 par Françoise Zonabend et de 2007 à novembre 2008 par Erwan Dianteill. Elle est actuellement pilotée, dans le cadre du musée du Quai Branly, par un comité de direction composé de Daniel Fabre (EHESS), Frédéric Keck (CNRS), Yves Le Fur (musée du Quai Branly), Anne-Christine Taylor (CNRS).
À l'origine publiée par le Département d'archives de l'ethnologie du Musée de l'Homme aux éditions Jean-Michel Place, avec le concours du CNRS et du CNL, Gradhiva est désormais publiée par le musée du Quai Branly (Paris) ; elle est soutenue par l’Institut des sciences humaines et sociales (CNRS) et l’École des hautes études en sciences sociales.
Le titre est dérivé du roman Gradiva de Wilhelm Jensen. Cette œuvre a fait l'objet d'une étude de Freud et a beaucoup inspiré les surréalistes. Michel Leiris et Jean Jamin ont inséré un « H » dans le titre pour marquer qu'il s'agissait d'une revue d' Histoire de l'anthropologie, dont la rédaction était en outre localisée au Musée de l' Homme. Le titre était alors l'acronyme du Groupe de Recherches et d'Analyses Documentaires sur l'HIstoire et les Variations de l'Anthropologie.

## Politique éditoriale et diffusion
Les articles de plus de trois ans sont en accès libre sur le portail OpenEdition Journals.
Gradhiva figure sur la liste SHS de l'AERES (Anthropologie Ethnologie).